# Sarkis Martirosjan
Sarkis Martirosjan (orm. Սարգիս Մարտիրոսյան, ros. Саркис Согомонович Мартиросян; ur. 8 września?/21 września 1900 we wsi Matrasa w guberni bakijskiej (obecnie w rejonie Şamaxı w Azerbejdżanie), zm. 15 lutego 1984 w Erywaniu) – radziecki dowódca wojskowy narodowości ormiańskiej, generał lejtnant, Bohater Związku Radzieckiego (1945).

## Życiorys
Ukończył seminarium duchowne w Eczmiadzynie, w maju 1918 wstąpił do batalionu robotniczego Czerwonej Gwardii Komuny Bakijskiej, brał udział w walkach z Turkami, później był w oddziałach partyzanckich. Od lipca 1919 do listopada 1920 służył w armii Demokratycznej Republiki Armenii, a po zajęciu Armenii przez Rosję bolszewicką w listopadzie 1920 wstąpił ochotniczo do Armii Czerwonej. Od lutego do kwietnia 1921 brał udział w likwidacji powstania dasznaków, od czerwca 1922 służył w 2 Armeńskim Pułku Piechoty 76 Armeńskiej Dywizji Piechoty Samodzielnej Armii Kaukaskiej kolejno jako dowódca plutonu, kompanii i szef sztabu pułku, od 1925 należał do WKP(b). W październiku-listopadzie 1930 uczestniczył w stłumieniu antykomunistycznego powstania w Armenii, od kwietnia 1931 pracował w sztabie 76 Armeńskiej Dywizji Piechoty, od października 1937 do lipca 1938 był pomocnikiem szefa sztabu 76 Górskiej Dywizji Piechoty. Od lipca 1938 do czerwca 1939 był więziony przez NKWD w ramach czystek w armii, po wypuszczeniu z aresztu przywrócony do służby w armii i mianowany szefem Wydziału Operacyjnego Sztabu 121 Dywizji Piechoty w Białoruskim Okręgu Wojskowym, we wrześniu 1939 brał udział w agresji ZSRR na Polskę. W marcu 1941 został szefem sztabu 227 Dywizji Piechoty Charkowskiego Okręgu Wojskowego, po ataku Niemiec na ZSRR walczył na Froncie Południowym, pod koniec lipca 1941 był p.o. dowódcy dywizji, we wrześniu 1941 został dowódcą 340 Dywizji Piechoty walczącej kolejno na Froncie Briańskim, Zachodnim i Woroneskim. Uczestniczył w bitwie pod Moskwą, walkach pod Charkowem, bitwie pod Kurskiem, operacji biełgorodzko-charkowskiej i wyzwoleniu wielu miast w zachodniej Rosji i wschodniej Ukrainie. Od września 1943 do kwietnia 1944 dowodził 50 Korpusem Piechoty na Froncie Woroneskim i 1 Ukraińskim, brał udział w operacji kijowskiej, żytomiersko-berdyczowskiej, korsuń-szewczenkowskiej i humańsko-botoszańskiej, od kwietnia 1944 do końca wojny dowodził 73 Korpusem Piechoty 52 Armii 1 Frontu Ukraińskiego. Wyróżnił się w operacji jassko-kiszyniowskiej, wiślańsko-odrzańskiej, dolnośląskiej, berlińskiej i praskiej. 13 stycznia 1945 dowodzony przez niego korpus zajął Chmielnik, a 19 stycznia 1945 Wieluń. W 1947 ukończył Wyższą Akademię Wojskową, od kwietnia 1947 do lutego 1951 dowodził 27 Korpusem Piechoty w Karpackim Okręgu Wojskowym, od lutego 1951 do kwietnia 1953 był pomocnikiem dowódcy 7 Armii Gwardii Zakaukaskiego Okręgu Wojskowego, następnie zakończył służbę wojskową. Był honorowym obywatelem Sum, Wielunia, Wrocławia, Kijowa i Mladá Boleslava. Jego imieniem nazwano ulicę w Kijowie.

## Awanse
- pułkownik (20 listopada 1941)
- generał major (20 grudnia 1942)
- generał lejtnant (27 czerwca 1945)

## Ordery i odznaczenia
- Złota Gwiazda Bohatera Związku Radzieckiego (29 maja 1945)
- Order Lenina (czterokrotnie – 10 stycznia 1944, 6 kwietnia 1945, 29 maja 1945 i 6 maja 1946)
- Order Czerwonego Sztandaru (czterokrotnie – 12 kwietnia 1942, 13 września 1944, 3 listopada 1944 i 15 listopada 1950)
- Order Suworowa II klasy (dwukrotnie – 8 lutego 1943 i 17 maja 1944)
- Medal „Za obronę Moskwy”
- Medal „Za obronę Stalingradu”
- Medal za Zdobycie Berlina
- Medal za Wyzwolenie Pragi
- Order Lwa Białego (Czechosłowacja)
- Krzyż Wojenny Czechosłowacki 1939
- Legia Zasługi (Stany Zjednoczone, 26 lipca 1944)
- Krzyż Walecznych (Polska)

I medale ZSRR, medal polski i 3 medale czechosłowackie.